# Ctenomys australis
Ctenomys australis is een zoogdier uit de familie van de kamratten (Ctenomyidae). De wetenschappelijke naam van de soort werd voor het eerst geldig gepubliceerd door Rusconi in 1934.

## Voorkomen
De soort komt voor in het oosten van Argentinië.